# Tilba

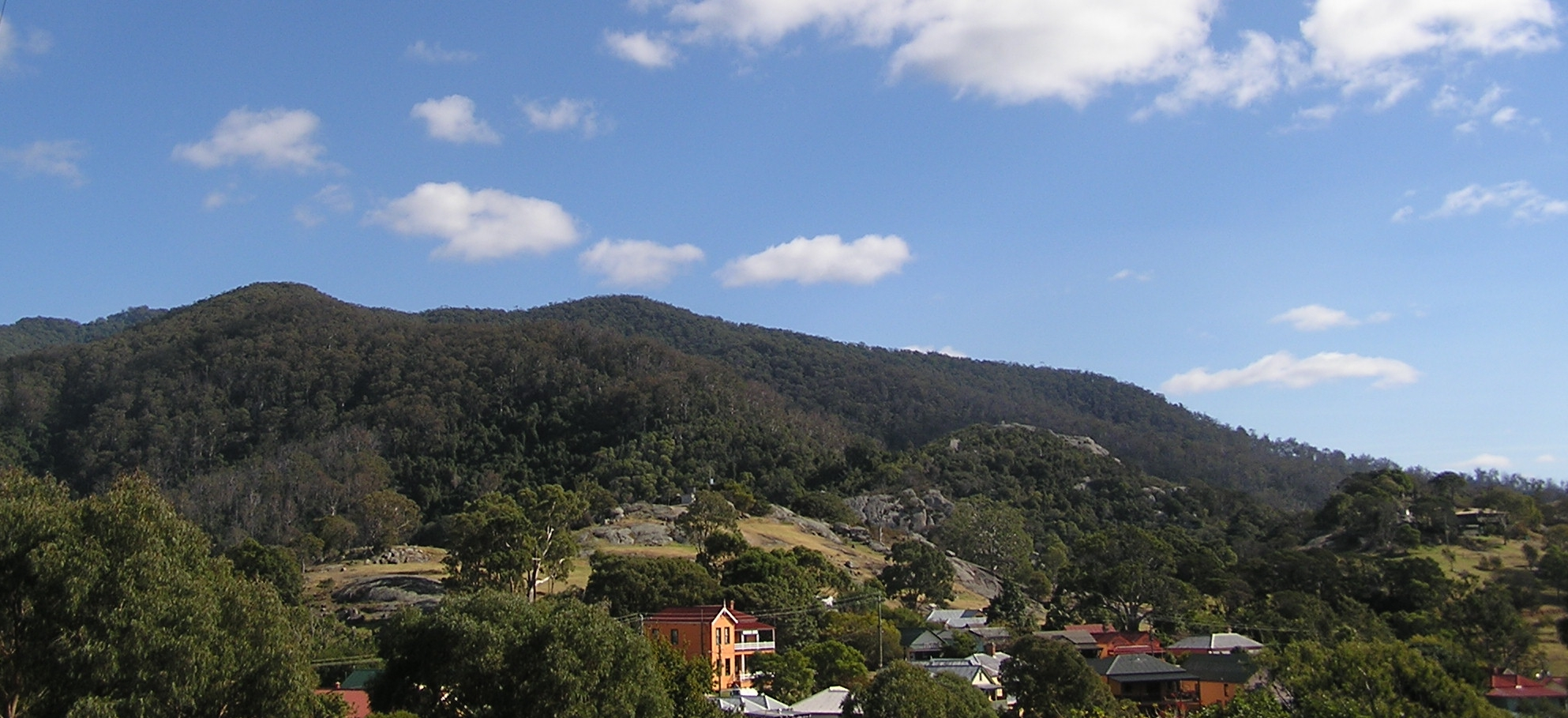
Le mont Gulaga et Central Tilba

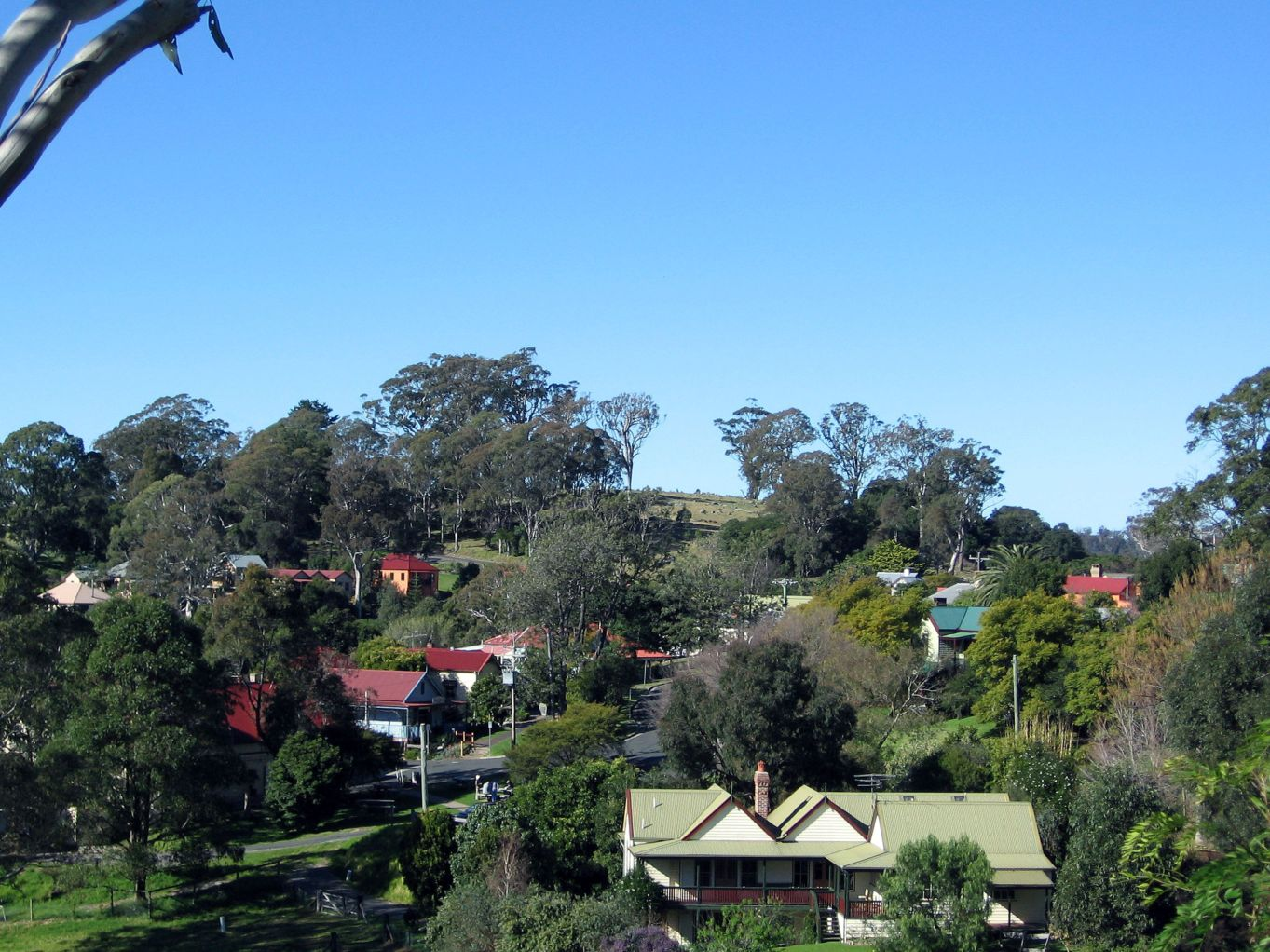
Vue de Central Tilba

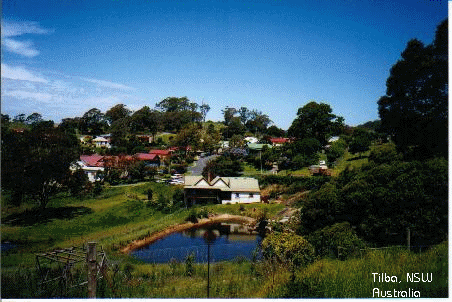
Tilba Tilba.

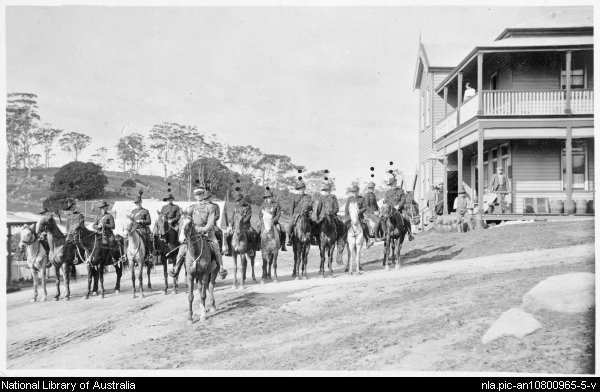
Brigade de police dans la grand-rue de Central Tilba vers 1904-1906

Tilba Tilba est un village du Comté d'Eurobodalla, en Nouvelle-Galles du Sud, en Australie.
La région était habitée par les aborigènes Yuins. Tilba voudrait dire vent en langue Yuin. D'autres disent que le nom est un terme d'origine Thawa et voudrait dire «grandes eaux». Le village a été fondé au cours de la ruée vers l'or australienne du XIXe siècle.
Central Tilba est un village à 2 kilomètres au nord nord-est de Tilba Tilba. Les deux villages tout entiers sont classés par le National Trust.